# Бонні Джинн Данбар
Бонні Джинн Да́нбар (англ. Bonnie Jeanne Dunbar; 3 березня 1949, Саннісайд, Вашингтон) — американська астронавтка. Здійснила 5 космічних польотів (1985, 1990, 1992, 1995, 1998) — STS-61-A, STS-32, STS-50, STS-71, STS-89.

## Освіта
Закінчила 1967 року школу в місті Саннісайд. 1971 року отримала ступінь бакалавра з інженерії. З 1973 по 1975 рік проводила дослідження для магістерської роботи в Університеті Вашингтона в області механізмів і кінетики іонної дифузії в бета-глиноземі натрію. Єчленом жіночого товариства Kappa Delta. З 1976 року працювала у компанії Rockwell International в Дауні.
У 1977 році змагалася за місце в НАСА як астронавтка. Не була обрана, але її допустили з липня 1978 року до роботи в Космічному центрі імені Ліндона Джонсона. Дл наступної групи астронавтів НАСА Данбар була обрана у травні 1980 року.
У 1983 році здобула докторський ступінь в області механічної та біомедичної інженерії в Університеті Х'юстона.

## Кар'єра після НАСА
Пішла на пенсію з NASA у вересні 2005 року. До квітня 2010 року працювала президентом і генеральним директором Музею польотів у Сіетлі. З 2013 по 2015 рік очолювала STEM-центр Х'юстонського університету та була викладачем інженерного коледжу Каллена. У 2016 році стала професором аерокосмічної інженерії в Техаському університеті A&M, де працює директором Інституту інженерної освіти та інновацій (IEEI), спільного підприємства Техаської інженерної експериментальної станції A&M (TEES) і Dwight.